# Mammuthus subplanifrons
Mammuthus subplanifrons – gatunek mamuta żyjącego w południowej Afryce we wczesnym pliocenie, około 5 mln lat temu. Jest najstarszym znanym mamutem, analizy filogenetyczne sugerują, że również najbardziej bazalnym. Mammuthus subplanifrons został opisany w 1928 roku przez Henry'ego Fairfielda Osborna.